# Cratyna falcifera
Cratyna falcifera är en tvåvingeart som först beskrevs av Franz Lengersdorf 1933.  Cratyna falcifera ingår i släktet Cratyna och familjen sorgmyggor.
Artens utbredningsområde är Danmark. Arten är reproducerande i Sverige. Inga underarter finns listade i Catalogue of Life.